# Los Castillos (Veraguas)
Los Castillos è un comune (corregimiento) della Repubblica di Panama situato nel distretto di Río de Jesús, provincia di Veraguas. Si estende su una superficie di 17,6 km² e conta una popolazione di 552 abitanti (censimento 2010).